# Sede titolare di Armentia
Armentia (in latino: Armentiensis) è una sede titolare della Chiesa cattolica.

## Storia
Armentia, località del comune di Vitoria nel nord della Spagna, fu, tra il IX e l'XI secolo, sede dei vescovi di Álava.
Dal 2018 è annoverata tra le sedi vescovili titolari della Chiesa cattolica; la sede è vacante dall'11 ottobre 2024.

## Cronotassi dei vescovi titolari
- Vicente Juan Segura † (18 gennaio 2020 - 11 ottobre 2024 deceduto)